# 멤피스 (이집트)

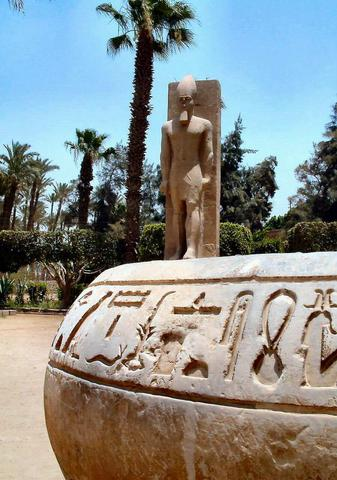
람세스 2세의 석상과 멤피스의 히에로글리프

멤피스(아랍어: مَنْف)는 헤로도토스에 따르면 기원전 3000년 경 파라오 메네스에 의해 창건되었다. 멤피스는 하 이집트의 제 1주(州)였던 이네브 헤지(Aneb-Hetch)의 수도이자 기원전 2200년까지의 이집트 고왕국 시대의 수도였다. 그 후 중왕국 시대에 테베스로 수도를 천도한 뒤에도 멤피스는 상업과 예술의 중심지로 남아 있었으며, 신왕국 시대에는 왕족과 귀족 자제들의 교육의 중심지였다.
멤피스의 고대 이집트 이름은 이네브 헤지(흰 담)였으며, 중왕국 시대에는 앙크 타위라고 불리기도 했다. 의미는 두 땅의 생명이라는 뜻으로 상 이집트와 하 이집트 사이의 전략적인 요충지임을 강조하는 이름이었다. 신왕국 시대에는 멘네페르라는 이름으로 알려졌다. 콥트어로는 멘페였으며, 멤피스라는 이름은 이것의 그리스식 변형으로 원래는 이집트 6왕조 페피 1세의 피라미드의 이름이었다.
현대의 도시 미트 라히나, 다슈르, 사카라, 아부시르, 아부 고라브와 자위에트 엘라리안, 카이로 남부가 멤피스의 행정 영역내에 위치하였다.
멤피스의 유적은 카이로에서 20 km 남쪽 나일강 서쪽에 있다.